# Medcezir
Medcezir és una sèrie de televisió turca de l'any 2013 produïda per Ay Yapım i emesa per Star TV. És una adaptació lliure de la sèrie de televisió nord-americana The O.C.